# 免田事件
免田事件（めんだじけん）とは、1948年（昭和23年）12月29日に熊本県人吉市で発生した強盗殺人事件。
同事件の被疑者として逮捕・起訴された男性に死刑判決が言い渡されて確定したが、後に再審で無罪が確定した冤罪事件でもある。四大死刑冤罪事件のひとつ（免田事件、財田川事件、松山事件、島田事件）。日本弁護士連合会が支援していた。

## 概要
1948年（昭和23年）12月30日3時ごろ、熊本県人吉市で祈祷師夫婦（76歳男性・52歳女性）が殺害され、夫婦の娘2人（14歳と12歳）が重傷を負わされ、現金が盗まれた。現場検証から犯行時刻は12月29日深夜から翌12月30日3時の間とされた。翌1949年1月13日、警察は熊本県球磨郡免田町（現・あさぎり町）在住の男性・免田 栄（めんだ さかえ、1925年〈大正14年〉11月4日 - 2020年〈令和2年〉12月5日）を別件の窃盗容疑で逮捕し、同月16日には一家4人への強盗殺人などの容疑で再逮捕した。この3日あまりの間、警察は免田に拷問と脅迫を加え、自白を強要する。免田は同月28日に強盗殺人などの罪で熊本地方裁判所八代支部に起訴され、第一審の初公判（同年2月17日）では殺意以外の起訴事実を概ね認めたが、第一審の第3回公判（同年4月14日）で自白は拷問で強要されたものであり、事件当日には特殊飲食店の女性と遊興しておりアリバイがあるとして無罪を主張。
警察はアリバイの捜査を行うが、アリバイ証人に対し「一緒にいたのが翌日」というように証言を誘導させた。また、検察は証拠品である凶器の鉈、免田が犯行時に着ていて血痕が付着していたとされる法被・マフラー・ズボンなどを廃棄する。
免田は、自分が犯人にされたのは、人吉警察署の益田刑事が売春の手伝いをしているのを知ってしまったからだと主張している。

## 判決・再審
1950年（昭和25年）3月23日、熊本地裁八代支部は被告人・免田栄に死刑判決を言い渡した。免田は控訴するが1951年（昭和26年）3月19日に福岡高裁は免田の控訴を棄却する判決を言い渡した。さらに免田は上告したが、同年12月25日に最高裁から上告棄却の判決を言い渡され、1952年（昭和27年）1月5日に死刑が確定した。
1968年（昭和43年）、国会に死刑囚に対する再審特例法案が提出されたが、翌1969年（昭和44年）に廃案。その代わり、当時の法務大臣である西郷吉之助が、GHQ占領下で起訴された死刑確定事件6件7名に対して特別恩赦の検討を約束。免田も特別恩赦が検討されたが実現しなかった。
死刑囚となった免田は再審請求を行うが、第5次請求まですべて棄却された。このうち、1954年（昭和29年）5月18日に熊本地裁八代支部へ提起した第3次再審請求では、1956年（昭和31年）8月10日に同地裁支部（西辻孝吉裁判長）が再審開始を決定したが、検察が即時抗告したところ、福岡高裁は1959年（昭和34年）4月15日に再審開始の取り消しを決定し、免田の特別抗告も同年12月6日に最高裁で棄却された。
1972年（昭和47年）に免田は熊本地裁八代支部に第6次再審請求したが、1976年（昭和51年）4月30日に同地裁支部より請求棄却決定が出される。しかし、1979年（昭和54年）9月27日に福岡高裁が再審開始を決定。検察は最高裁に特別抗告したが、1980年（昭和55年）12月11日に棄却され、再審開始が確定した。
1981年（昭和56年）5月16日から始まった再審では、再審ではアリバイを証明する明確な証拠が提示されたこと、検察側の主張する逃走経路に不自然な点が見受けられたことなどが指摘された。1982年（昭和57年）11月5日に検察は免田に2度目の死刑求刑を行ったが、1983年（昭和58年）7月15日に熊本地裁八代支部は免田に無罪判決を言い渡した。同地裁支部は事件当夜の免田のアリバイを認め、（有罪の根拠となった）自白の信用性を否定した。この判決は死刑囚に対しては初となる再審無罪判決で、事件発生から34年6か月後のことだった。免田は即日釈放され、同月28日に検察が控訴を断念したことで無罪が確定。刑事補償法に基づき、死刑確定判決から31年7か月の拘禁日数12,599日に対して免田に9,071万2,800円の補償金が支払われた。なおそれまでに、警察・検察は、いずれも免田が真犯人だとして本事件の再捜査を行わなかったため、真犯人は検挙されず、本事件は公訴時効が完成し、未解決事件となっている。

## その後
無罪が確定されたにもかかわらず、その後の免田に対する批判が続いた。当時としては桁違いである多額の補償金の使い道、出所後の行動（女性関係など）を週刊誌が報道したりした。立川談志は1989年（平成元年）6月1日未明放送のテレビ朝日『プレステージ』で「昔の法務大臣に聞きましたよ。『やってねえわけねえ』んだってね」と話し、11の市民団体がテレビ局に抗議文を送る騒動となった。談志はのちに謝罪した。
『週刊朝日』など数社の週刊誌が、「あの人は今」のようなコーナーで写真つきインタビューを掲載した。刑事補償金の半額以上を弁護団や支援団体に謝礼として渡したこと、拘置所にいた間は年金に加入できなかったために年金を受け取っていない状態であること、無罪確定後に結婚した妻と2人で細々と暮らしていること、ほぼ毎日釣りに出かけていること、無罪確定から数十年を経た現在も社会には偏見があり、なかなか一般の人との付き合いは難しいことなどを語っていた。これは地元では特に根強く、公共の場で冤罪であると発言することすら憚られることもあった。なお、免田は拘置所から出所後、いったん地元に帰ってきて歓迎されたが、真犯人が不明なことや巨額の補償金を受け取ったことなどから地元で平穏に暮らせず、他の市に引っ越した。
ある死刑廃止運動の会合で免田は佐木隆三に出会う。佐木の著書『曠野へ - 死刑囚の手記から』に登場した実在の死刑囚Kと同じ拘置所だったこと、さまざまな死刑確定囚を見てきたが、Kほど竹を割ったような性格の男はいなかったことなどを発言している。またKも佐木に、拘置所のソフトボール大会で免田と楽しんだ思い出を語っていた。
免田は複数の著書を出版しており、それらの中で自身の体験をつづるとともに、死刑制度の廃止を主張していた。晩年は人権の大切さを訴える講演を全国各地で行っていた。2001年（平成13年）には、フランスのストラスブールで行われた第1回死刑廃止世界会議に参加した。また、2007年（平成19年）には国際連合本部（ニューヨーク）で行われたパネルディスカッションにおいて自らの主張を訴えた。
2009年（平成21年）5月、免田は、死刑囚として拘置されていた間、国民年金納付の機会を失ったとして、総務省に対し、年金受給資格の回復を求め、申し立てた。2013年（平成25年）6月に「死刑再審無罪者に対し国民年金の給付等を行うための国民年金の保険料の納付の特例等に関する法律」（免田法）が議員立法で成立。同法に基づき、死刑確定で収監中に国民年金制度が開始されてから出獄までの約34年分の未納保険料約180万円を2013年秋に一括して支払い、それ以前に受給していたはずの年金を一時金として受け取り、2014年（平成26年）から国民年金が給付されていた。
2010年（平成22年）2月、NHK教育テレビジョンでETV特集「裁判員へ〜元死刑囚・免田栄の旅〜」が放送された。
2019年（令和元年）9月、熊本大学附属図書館（熊本市中央区）において、免田の再審裁判資料、獄中で使用した六法全書、家族や支援者への手紙など14点を展示する「『地の塩』の記録　免田事件関係資料展」が開かれた。初日の9月17日には免田夫妻のトークイベントが行われた。
2020年（令和2年）12月5日、免田は老衰のため福岡県大牟田市の高齢者介護施設で死去した（95歳没）。
免田が無罪であることは刑事裁判上確定しているが、事件名は再審の判決から40年以上が経過した2024年においても「免田事件」が報道等でも使用されている。

## 免田玉枝
免田玉枝（めんだたまえ、1936年（昭和11年）- 2024年（令和6年）10月18日）は免田事件で初めて再審無罪となった免田栄の妻。福岡県北九州市出身。しかし2024年（令和6年）10月18日に胃癌のため福岡県大牟田市の高齢者施設で88歳で亡くなった。

## 関連書籍
免田によるもの
- 『免田栄獄中記』（社会思想社、1984年）
- 『私の体験にもとづく冤罪論・死刑廃止論』（いのせんと舎、1993年）
- 『死刑囚の手記』（イースト・プレス、1994年）
- 『死刑囚の告白』（イースト・プレス、1996年）
- 『免田栄獄中ノート』（インパクト出版会、2004年）

免田以外によるもの
- 真蔦栄『私はアリバイのある死刑囚』（汐文社、1980年）
- 東京三弁護士会合同代用監獄調査委員会編『ぬれぎぬ』（青峰社、1984年） - 免田も含め30人の冤罪者の証言を収録。
- 熊本日日新聞社（著）『検証免田事件』（日本評論社、1984年） - 増補として『冤罪免田事件』（新風舎、2004年）
- 潮谷総一郎『死刑囚34年』（イースト・プレス、1994年）

## 番組
- ETV特集「裁判員へ〜元死刑囚・免田栄の旅〜」（NHK教育テレビ、 2010年2月14日）
- NNNドキュメント - 「無罪の死刑囚　免田栄は問い続ける」（日本テレビ  、 2021年12月5日）